# Solenopsis pilosula
Solenopsis pilosula é uma espécie de formiga do gênero Solenopsis, pertencente à subfamília Myrmicinae.